# Мойн-мойн
Мойн-мойн — нигерийский паровой пудинг из бобов, приготовленный из смеси промытых и очищенных черноглазых бобов, лука и свежемолотого красного перца (обычно это комбинация сладкого перца с перцем чили или чрезвычайно острым перцем Scotch bonnet (согласно шкале Сковилла, острее табаско приблизительно в 30 раз)). Это богатая белком пища, которая является одним из основных блюд в Нигерии. В Гане и Сьерра-Леоне аналогичный пудинг известен как «алеле» или «олеле», в северной Гане похожее блюдо называется «тубани» или «тубаани».

## Приготовление
Мойн-мойн готовится путем замачивания бобов в холодной воде до тех пор, пока они не станут достаточно мягкими, чтобы удалить их тонкую кожуру. Затем они измельчаются до получения однородной пасты. Для улучшения вкусовых качеств добавляют соль, бульонный кубик, растительное масло, приправы. В некоторых случаях добавляются сушёные раки, рыба, солонина.
Мойн-мойн обычно прямоугольный или круглый. Он повторяет ту форму, в которую его заливают перед приготовлением. Такой формой могут служить пустые консервные банки. Однако традиционной формой для приготовления мойн-мойна служили листья дерева Thaumatococcus daniellii. Помещённый в форму мойн-мойн готовится в кастрюле с небольшим количеством воды, на пару. Едят мойн-мойн, как на обед, так и на завтрак или на ужин. Нередко его сопровождают различные гарниры. Вообще же состав конкретного мойн-мойна довольно индивидуален, и может быть небезопасен в случае приготовления в антисанитарных условиях или использования неподходящих дополнений.

## Галерея

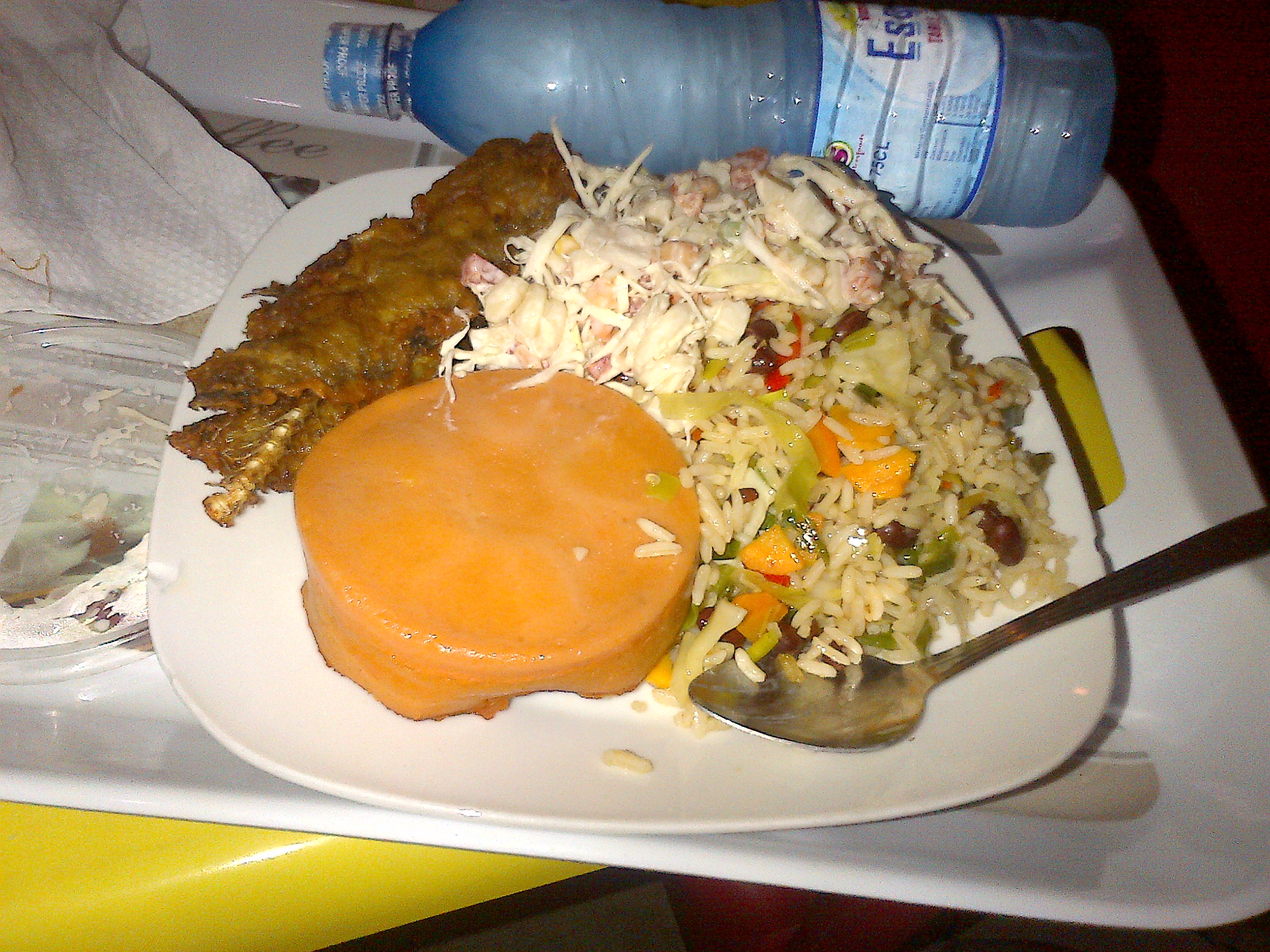
Мойн-мойн с различными гарнирами (рис с овощами, овощной салат, жареная рыба)
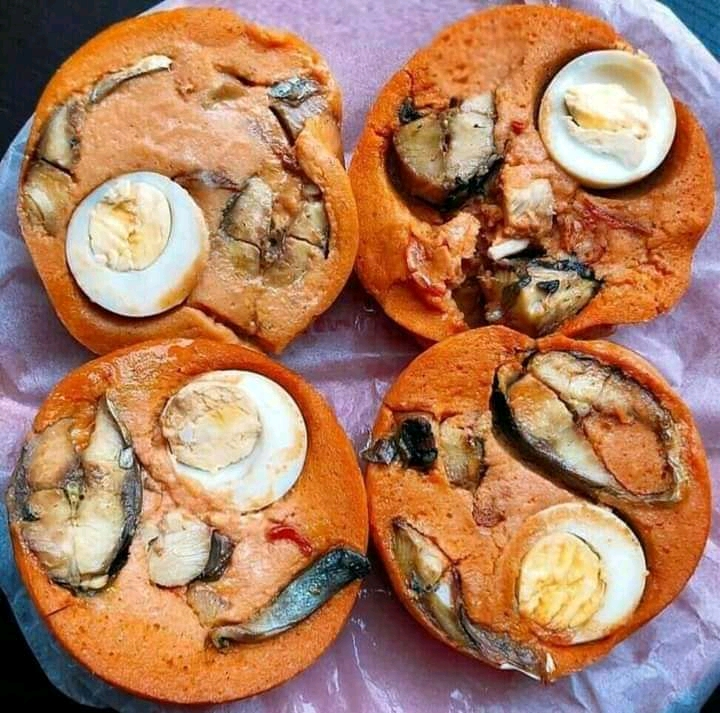
Мойн-мойн с яйцами и рыбой
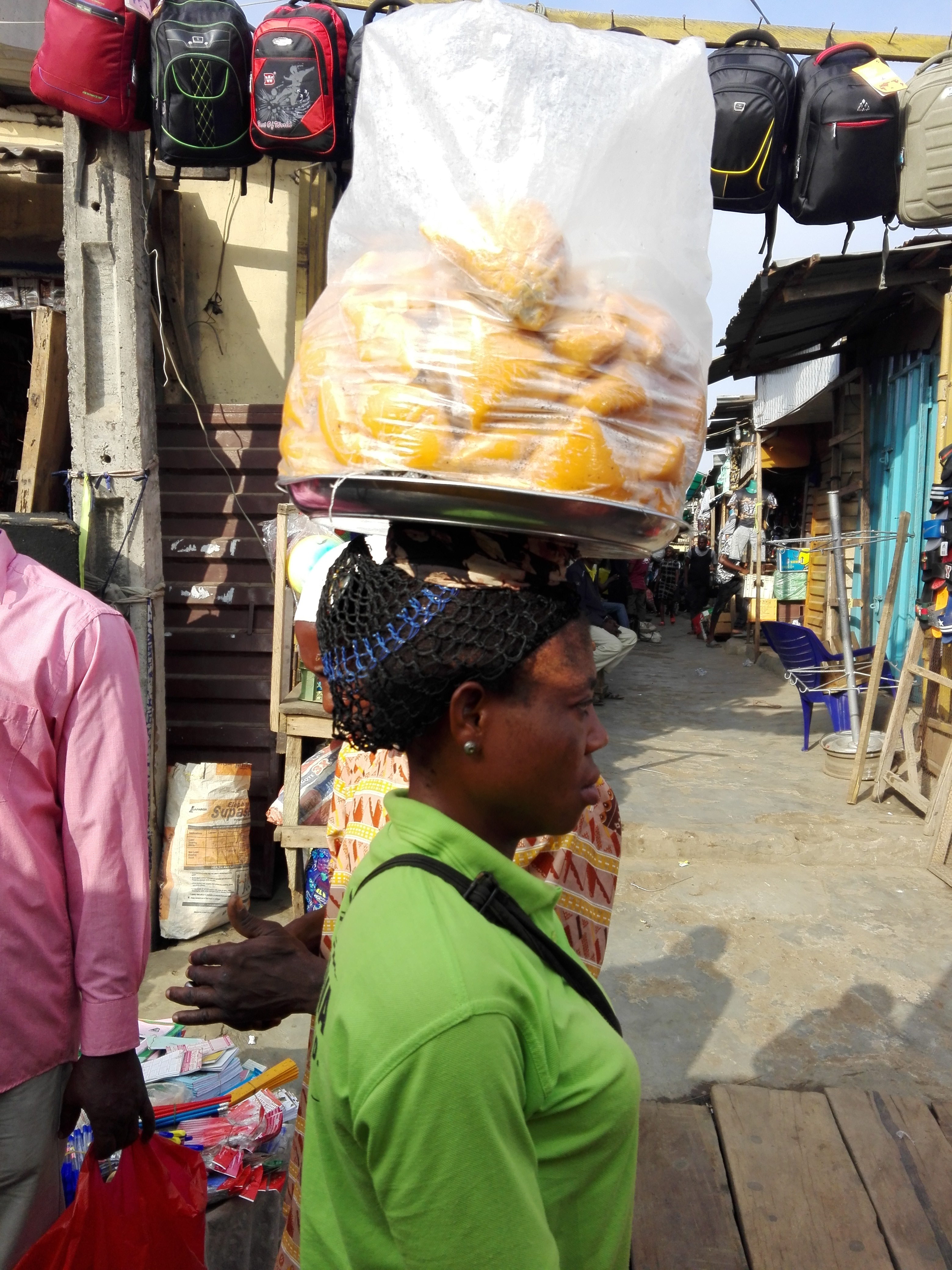
Продавщица мойн-мойна, Западная Африка